# Wladimir Wassiljewitsch Kurassow

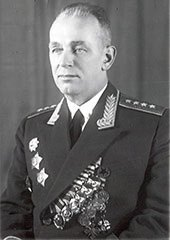
Wladimir Kurassow

Wladimir Wassiljewitsch Kurassow (russisch Владимир Васильевич Курасов; * 7. Julijul. / 19. Juli 1897greg. in Sankt Petersburg; † 29. November 1973 in Moskau) war ein sowjetischer Armeegeneral.

## Leben
Er entstammte einer Arbeiterfamilie und absolvierte nach der Grundschule die letzte Klasse einer technischen Schule. 1913 arbeitete er als Lehrling in einer Werkstatt für Gravur. Im September 1915 meldete er sich freiwillig zur kaiserlichen Armee. Er wurde zunächst im Reserve-Bataillon des Semjonowskoje-Leibgarderegiments ausgebildet. Im Dezember 1915 wurde er Zugführer im Infanterieregiment 148 in Kusnezk bei Saratow. Seit Februar 1916 kämpfte er an der Westfront als Kommandeur einer Kompanie des Infanterieregiments 530 bei Smorgon. Nach der Februarrevolution 1917 stimmten die ihm unterstellten Soldaten einstimmig dafür, dass der er weiterhin die Einheit führen sollte. Ende 1917 trat er in Petrograd der Roten Garde bei, führte dort eine Kompanie und dann ein Bataillon.

### Rote Armee und Generalstabsausbildung
Im Dezember 1918 trat er in die Rote Armee ein und organisierte zu Beginn des Russischen Bürgerkriegs das Schützenregiment 622 in Oranienbaum. Ab Oktober 1919 befehligte er eine Abteilung der Baltischen Flotte und bekämpfte die weißen Truppen des Generals Nikolai Judenitsch. Im Januar 1920 übernahm er während der 5. Petrograder Kommandokurse eine Kompanie des 1. Garde-Schützenregiments und absolvierte im folgenden Jahr das Militärpädagogische Institut in Moskau.
Zwischen 1921 und 1929 besuchte er eine Reihe weitere höhere Schulungskurse und fungierte als Lehrer für Taktik in Oranienbaum und als Ausbildner an der internationalen Infanterieschule in Leningrad. Im Jahr 1932 absolvierte er die Frunse-Militärakademie und diente danach im Hauptquartier des Militärbezirks Belorus. 1935 wurde er zum Oberst befördert und als Stabschef des 16. Schützenkorps in Mogilew bestellt.
In den Jahren 1936 bis 1938 studierte er an der Akademie des Generalstabs der Roten Armee und wurde nach seinem Abschluss als Dozent für die Ausbildung höherer taktikischer Formationen zugelassen. Seit 1940 fungierte er als stellvertretender Leiter der Personalabteilung für operative Führung im Generalstab.

### Zweiter Weltkrieg
Zu Beginn des Großen Vaterländischen Krieges arbeitete Oberst Kurassow noch im höheren Generalstab und wurde am 28. Oktober 1941 zum Generalmajor befördert.
Im Dezember 1941 wurde er unter General Andrei Jerjomenko zum Stabschef der 4. Stoßarmee bei der Nordwest- und Kalininfront ernannt. Während der Schlacht um Cholm drangen seine Truppen von Januar bis Februar 1942 fast 300 Kilometer tief in das feindbesetzte Hinterland ein.
Im März 1942 wurde er selbst Kommandeur der 4. Stoßarmee und am 21. Mai wurde er zum Generalleutnant befördert. Im April 1943 wurde er zum Generalstabschef der Kalininfront bestellt, die im Oktober 1943 zur 1. Baltischen Front umbenannt wurde. Er spielte im Herbst 1943 eine herausragende Rolle bei den Operationen von Smolensk, Nevel und Gorodok. Im Zuge der Operation Bagration führten seine Streitkräfte die erfolgreichen Kämpfe zwischen Witebsk-Orscha und Polozk durch. Am 28. Juni 1944 wurde er zum Generaloberst befördert, und unter dem Oberbefehl von General Bagramjan zeichnete er sich im Herbst 1944 erneut in der Baltischen Operation aus, welche zur Rückeroberung von Riga führte.
Im Januar 1945 beteiligten sich Teile seiner Front an der Schlacht um Ostpreußen und führten erfolgreiche Operationen gegen den deutschen Brückenkopf Memel durch. Im Februar 1945 wurde wegen der Frontverkürzung die 1. Baltische Front aufgelöst. Generaloberst Kurassow und sein gesamter Stab wurden zur Führung der Semlander Gruppe bestellt und dem Oberbefehl der 3. Weißrussischen Front unterstellt. Kurassow blieb Stabschef dieser Gruppe, die im Zusammenwirken mit der Baltischen Flotte die deutsche Armeeabteilung Gollnick bekämpfte. Wenige Tage vor Kriegsende wurde Kurassow zum stellvertretenden Generalstabschef ernannt, verblieb in dieser Position aber nur bis zum Juni 1945, weil er zum Stabschef der Sowjetischen Militäradministration in Deutschland ernannt wurde.

### Nachkriegszeit
Nach dem Krieg fungierte er in den Jahren 1946–1949 als sowjetischer Hochkommissar in Österreich und stieg am 12. November 1948 zum Armeegeneral auf.
Am 20. April 1949 wurde er zum Leiter der Woroschilow-Militärakademie (Höhere Militärakademie des Generalstabs) ernannt. Von 1947 bis 1951 war er Mitglied des Obersten Sowjets der Ukrainischen SSR, dazwischen fungierte er auch als Abgeordneter des Moskauer Stadtrats. Seit dem 8. Juni 1956 war er stellvertretender Leiter des Generalstabs und Chef der militärisch-wissenschaftlichen Abteilung des Generalstabs. Im Dezember 1961 wurde er nochmals zum Leiter der Militärakademie des Generalstabs bestellt und erlangte 1963 den Titel eines Professors. Ab März 1963 amtierte er als Vertreter des Oberbefehlshabers der Streitkräfte des Warschauer Pakts bei der Nationalen Volksarmee der Deutschen Demokratischen Republik. Seit April 1968 fungierte er als militärischer Berater der Inspektorengruppe im Verteidigungsministerium der UdSSR.
Wladimir Kurassow wurde auf dem Nowodewitschi-Friedhof begraben.